# Oriane Jean-François
Oriane Jean-François (* 14. August 2001 in Saint-Laurent-du-Maroni, Französisch-Guayana) ist eine französische Fußballspielerin.

## Karriere

### Vereine
In ihrer Jugend spielte sie von 2009 bis 2016 in ihrer Heimat für den Klub CO Saint-Laurent-du-Maroni. Anschließend wechselte sie nach Europa in die Jugend des Juvisy FCF. Nachdem der Verein im Jahr 2017 in den Paris FC aufging, war sie hier auch noch bis zur U19 aktiv und wechselte zur Saison 2019/20 in dessen erste Mannschaft. Seit der Spielzeit 2022/23 steht sie bei PSG unter Vertrag.

### Nationalmannschaft
Mit der französischen U19 nahm sie an der Qualifikation für die Europameisterschaft 2019 teil und war auch beim Sud Ladies Cup 2019 Teil der Mannschaft. Bei der EM-Endrunde erreichte sie mit ihrem Team das Finale, in dem Deutschland mit 2:1 besiegt werden konnte. Danach absolvierte sie fünf Partien, allesamt Freundschaftsspiele, mit der U20.
Ihr Debüt für die A-Nationalmannschaft gab sie am 23. Oktober 2020 bei einem 11:0-Sieg während der Qualifikation für die Europameisterschaft 2022 über Nordmazedonien, als sie zur 80. Minute für Valérie Gauvin eingewechselt wurde.
Erst im April 2023 kamen weitere Einsätze in Freundschaftsspiele hinzu. Die Weltmeisterschaft 2023 verpasste sie verletzungsbedingt, wodurch sie erst im September 2023 in der Nations League zu weiteren Einsätzen kam.